# 佩辛
佩辛（德語：Pessin）是德国勃兰登堡州的一个市镇，隶属于哈弗尔兰县。总面积为20.4平方千米，截至2020年总人口为663人。